# Мария Павловна (1786—1859)
Великая княжна Мария Павловна Гольштейн-Готторп-Романова (4 (15) февраля 1786, Санкт-Петербург — 11 (23) июня 1859, дворец Бельведер под Веймаром, Тюрингия) — дочь императора Павла I и императрицы Марии Федоровны, в замужестве – великая герцогиня Саксен-Веймар-Эйзенахская, супруга великого герцога Карла Фридриха Саксен-Веймар-Эйзенахского.

## Биография
Мария Павловна родилась в три четверти 9го часа вечера 4 (15) февраля 1786 года в Зимнем дворце, Санкт-Петербург, и была пятым ребёнком и третьей дочерью в семье наследника престола великого князя Павла Петровича и великой княгини Марии Фёдоровны.
В этот день в Камер-фурьерском журнале была сделана запись

Февраля 4 числа в среду. В три четверти 9го часа вечера Её императорское высочество Государыня великая княгиня в присутствии Её императорского величества благополучно разрешилась от бремени, и всевышний Бог даровал Их императорским высочествам дочь, а Её императорскому величеству внучку, которой наречено имя Мария.

а в газете СанктПетербургскiя Вѣдомости от 6 февраля 1786 г. опубликовано сообщение

Сего февраля 4 дня пополудни Ея Императорское Высочество Благовѣрная Государыня Великая Княгиня МАРIЯ ѲЕОДОРОВНА разрѣшилась благополучно отъ бремени Великою Княжною, которой наречено имя МАРIЯ и въ тотъ же день къ вечеру сiё столь радостное произшествiе возвѣщено было здѣшнему городу пушечною съ обѣихъ крѣпостей пальбою.

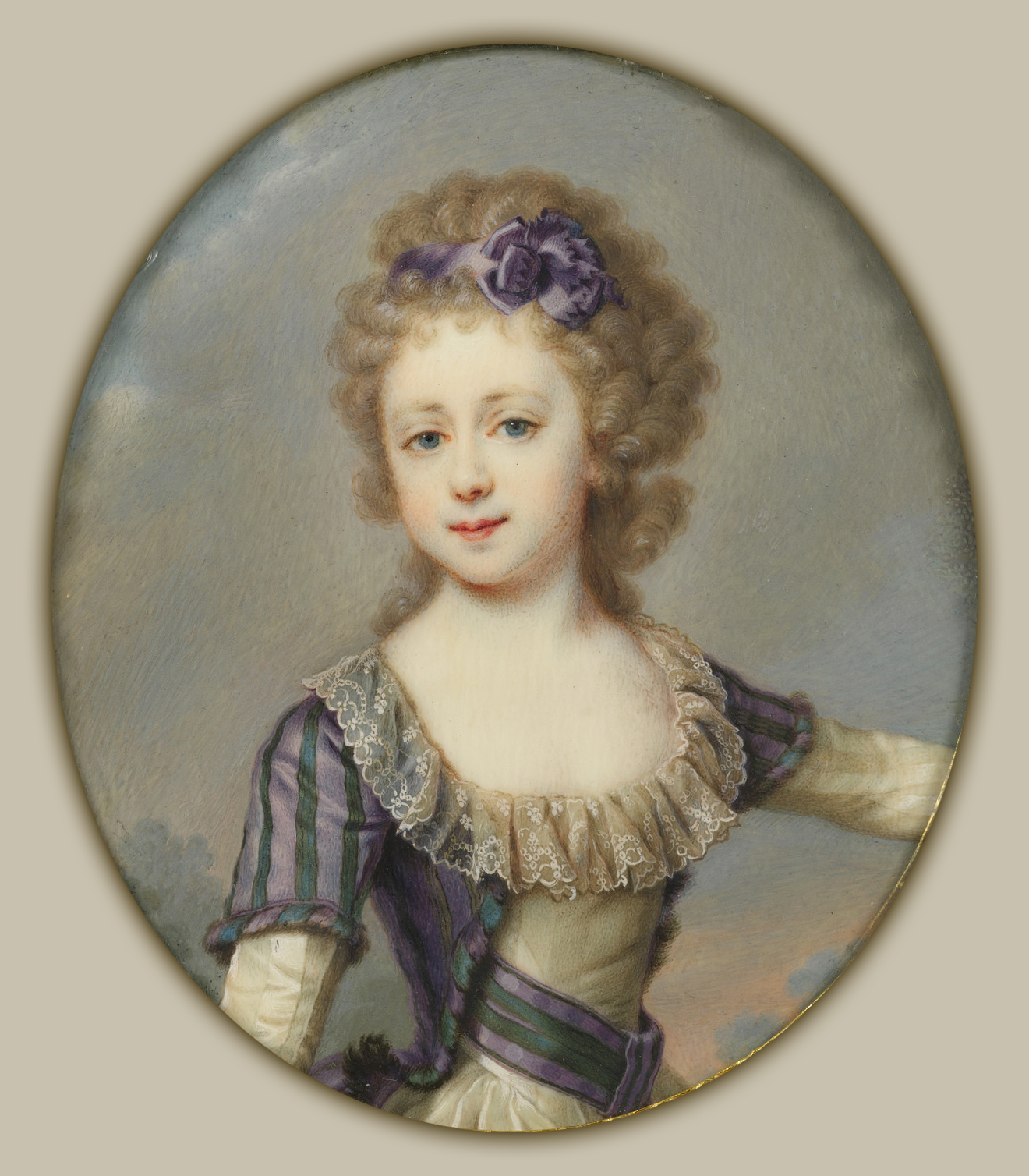
Мария Павловна в детстве, до 1796

Воспитывалась в родительском доме вместе со своими сестрами, но уже в раннем детстве отличалась от них резвостью и «мальчишескими» привычками. «Вот этой нужно было родиться мальчиком… она сущий драгун, — писала о своей внучке императрица Екатерина II, — ничего не боится, все её склонности и игры мужские; не знаю, что из неё выйдет. Любимая её поза — упереться обоими кулаками в бока, и так она расхаживает». Ребёнком Мария переболела оспой, которая оставила следы на её лице. Екатерина II отмечала это обстоятельство в письме: «… третья внучка моя неузнаваема: она была хороша как ангел до прививания, теперь все её черты погрубели, и в эту минуту она далеко не хороша». Но с возрастом похорошела настолько, что её называли «жемчужиной семьи». Мария Павловна была любимицей отца, который выделял её за твердость, волю, прямой и искренний образ поведения. Кроме того, у Марии Павловны рано обнаружилась тяга к серьёзным занятиям и незаурядные музыкальные способности. В апреле 1795 года Екатерина писала: «…Сарти (итальянский композитор и дирижёр Джузеппе Сарти) говорит, что у неё замечательный музыкальный талант, и кроме того, она очень умна, имеются способности ко всему и будет со временем преразумная девица. Она любит чтение и, как говорит генеральша Ливен, проводит за книгой целые часы… Притом она очень веселого, живого нрава и танцует как ангел».

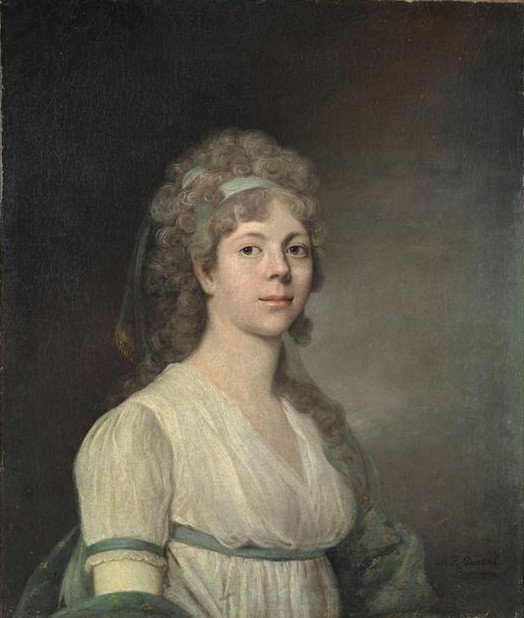
Портрет Марии Павловны кисти М.Квадаль, 1799, Лувр.

В 1799 году две старшие дочери, Александра и Елена, были выданы замуж. Наступало время об устройстве судьбы следующей княжны — Марии. И уже в 1800 году, когда ей исполнилось всего лишь четырнадцать лет, возник вопрос о её возможном браке со старшим сыном владетельного герцога Саксен-Веймарского герцогства. 22 июля 1803 года в Петербург прибыл наследный принц Карл Фридрих, он прожил в России почти год. За это время он и Мария Павловна могли основательно познакомиться, лучше изучить характеры, вкусы, привычки друг друга. Это длительное знакомство сыграло положительную роль для будущего семейного союза Карла Фридриха и Марии Павловны.

## Брак
23 июля 1804 года в Санкт-Петербурге великая княжна Мария Павловна сочеталась браком с наследным принцем Саксен-Веймарским Карлом Фридрихом (1783—1853), сыном великого герцога Карла Августа и принцессы Луизы-Августы Гессен-Дармштадтской (1757—1830), родным племянником цесаревны Наталии Алексеевны (первой супруги отца Марии Павловны — императора Павла I) и двоюродным братом императрицы Елизаветы Алексеевны. Супруги приходились друг другу четвероюродными братом и сестрой (являлись праправнуками прусского короля Фридриха Вильгельма I и его жены Софии Доротеи Ганноверской).
Венчание состоялось в Большой церкви Зимнего дворца и проходило по православному обряду. Венцы над новобрачными держали два друга детства отца Марии Павловны: граф Н. П. Румянцев – над женихом и князь А. Б. Куракин – над невестой. Сто один выстрел с Петропавловской крепости оповестил горожан, что брачный союз освещён церковью. Торжества, начавшиеся в Зимнем дворце, продолжились праздниками в Петергофе, где особенно знаменательным был маскарад, на котором присутствовали более пяти тысяч человек.

## Дети
У Марии Павловны и Карла Фридриха было два сына и две дочери:
- Пауль Александр Карл Константин Фридрих Август (1805—1806), первенец, названный в честь отца и брата Александра I, скончался в детстве.
- Мария Луиза Александрина (1808—1877), супруга принца Карла Прусского;
- Августа Мария Луиза Катерина (1811—1890), германская императрица и королева Пруссии, супруга Вильгельма I;
- Карл Александр Август Иоганн (1818—1901), следующий великий герцог Веймарский (женился на своей кузине Вильгельмине Софии, дочери нидерландского короля Виллема II и великой княжны Анны Павловны).

Таким образом, Мария Павловна была бабкой кайзера Фридриха III и прабабкой Вильгельма II.

## Жизнь в Веймаре

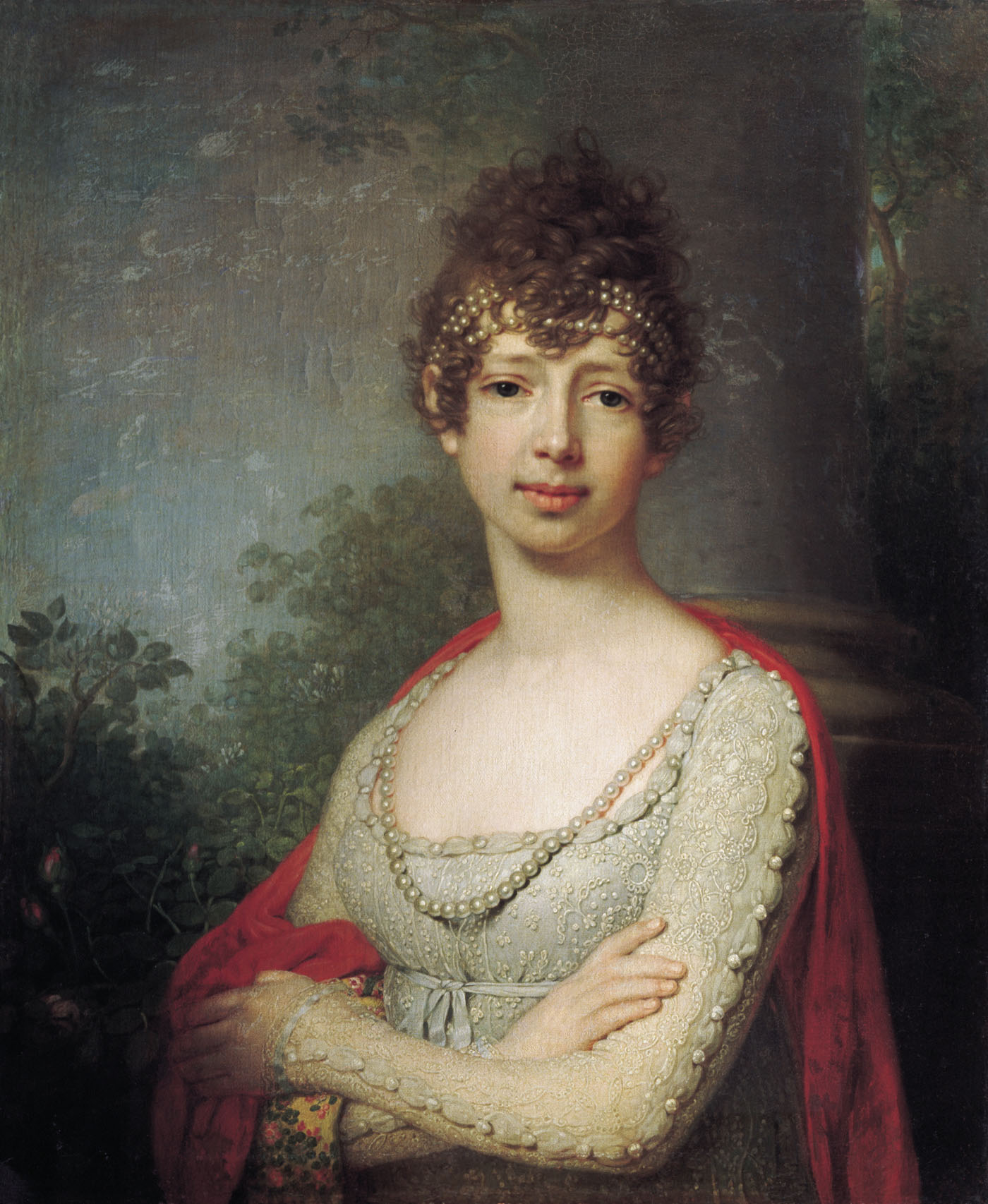
Портрет Марии Павловны в молодости работы В. Л. Боровиковского

Юная супружеская пара ещё проводила медовый месяц в Павловске, а из Веймара уже шли письма с просьбой ускорить приезд принца и его супруги. Молодую герцогиню ждали с нетерпением. Фридрих Шиллер писал своему другу Вольцогену: «… Все мы напряженно ждем появления новой звезды с Востока». Гёте, как директор веймарского театра, обратился к нему, чтобы тот написал театральную пьесу для приветствия великой княгини Марии Павловны. За четыре дня Шиллер создал «Приветствие искусств» в честь юной супруги наследного принца. На титульном листе было написано: «Почтительнейше посвящено Её императорскому высочеству Марии Павловне, наследной принцессе Веймарской, великой княгине Российской». Представление состоялось в Королевском театре Веймара 12 ноября 1804 года. Все содержание небольшой пьесы заключалось в том, что поселяне сажают в землю чужестранное благородное деревце — померанец, «чтобы с нашим краем породнилось оно», подчеркивая связь иноземной принцессы с новой родиной.

Деревцо страны иной, 

Пересаженное нами, 

Вырастай, примись корнями 

В этой почве нам родной! 

Это произведение, которое сам Шиллер называл «произведением минуты», стало его последним законченным произведением. Юная же наследная принцесса была тронута таким приемом до слез.
Мария Павловна произвела на веймарское общество самое благоприятное впечатление. Виланд писал своему другу:

Она невыразимо обаятельна и умеет соединить прирожденное величие с необыкновенной любезностью, деликатностью и тактом в обращении. Поведением владетельной она владеет в совершенстве. Нельзя не удивляться, как она в первые же часы после приезда, когда ей были представлены придворные, тактично обращалась с каждым из них… С неё, наверное, начнется новая эпоха Веймара. Она … продлит и доведет до совершенства то, что Амалия начала сорок лет тому назад.

### Культурная деятельность
Одаренная природным умом, а по словам Шиллера — и «большими способностями к живописи и музыке и действительной любовью к чтению», Мария Павловна в первые годы своего замужества во многом пополнила своё образование беседами с выдающимися людьми и уроками у профессоров Йенского университета. Под руководством профессора Керстнера она серьёзно занялась логикой, историей, философией. С 1837 года читал ей книги и давал отзывы богослов и археолог С. К. Сабинин. Когда муж её стал великим герцогом, Мария Павловна приняла на себя покровительство наукам и искусствам, чем до некоторой степени вознаградила поэтов и художников Германии за утрату, понесённую ими в лице её знаменитого свекра. Трудами Марии Павловны создался не совсем обычный музей, посвященный памяти Гёте, Шиллера, Кристофа Мартина Виланда и Гердера, прославивших Веймар своей литературной деятельностью. В пристроенной архитектором Кудрэ к старому дворцу новой части были выделены покои, получившее название Dichtersale — «Залы поэтов». Каждый из покоев был посвящён одному из четырёх поэтов. А на лестнице, ведущей в эти комнаты, стояли бюсты людей, в своё время способствовавших славе Веймара: художника Лукаса Кранаха, композитора Иоганна Себастьяна Баха, дирижёра Иоганна Гуммеля. Ей же первой пришла в 1842 мысль привлечь в Веймар Листа, что снова подняло славу небольшого города. Гёте, принадлежавший к числу друзей Марии Павловны, называл её одной из лучших и наиболее выдающихся женщин нашего времени. Уже взойдя на герцогский престол, она устраивала при дворе литературные вечера (это был знаменитый на всю Европу «веймарский кружок»), на которых йенские профессора читали лекции, обыкновенно сама Мария Павловна избирала тему чтения. Герцогиня поощряла изучение истории Веймарского герцогства и соседних с ним княжеств. Впоследствии накопившиеся материалы позволили основать в 1852 году Общество истории.
При поддержке Марии Павловны для университета в Йене приобретались самые современные астрономические инструменты, физические приборы и химические препараты, пополнялись коллекции. Одна из них — собрание восточных монет — своим богатством обязана исключительно приобретениям герцогини. Пополнилось собрание географических карт, рукописей, печатей, археологических находок. Мария Павловна расширила Веймарскую библиотеку, основанную герцогиней Анной Амалией. В 1831 году при содействии Гёте и Майера Мария Павловна основала Общество по распространению лучших произведений новой литературы Германии.
Мария Павловна содействовала открытию училища садоводства, поддерживала закладку новых парков и садов. Герцогиня жертвовала значительные суммы для посадки насаждений вдоль дорог. Ученый-испытатель Александр Гумбольдт привез из Бразилии семена неизвестного в Европе растения в подарок Марии Павловне, которому дал латинское название Paulovnia Imperialis. При Марии Павловне в герцогском парке начали появляться новые садовые затеи: «русский сад», «театр на природе».

### Годы войны с Наполеоном

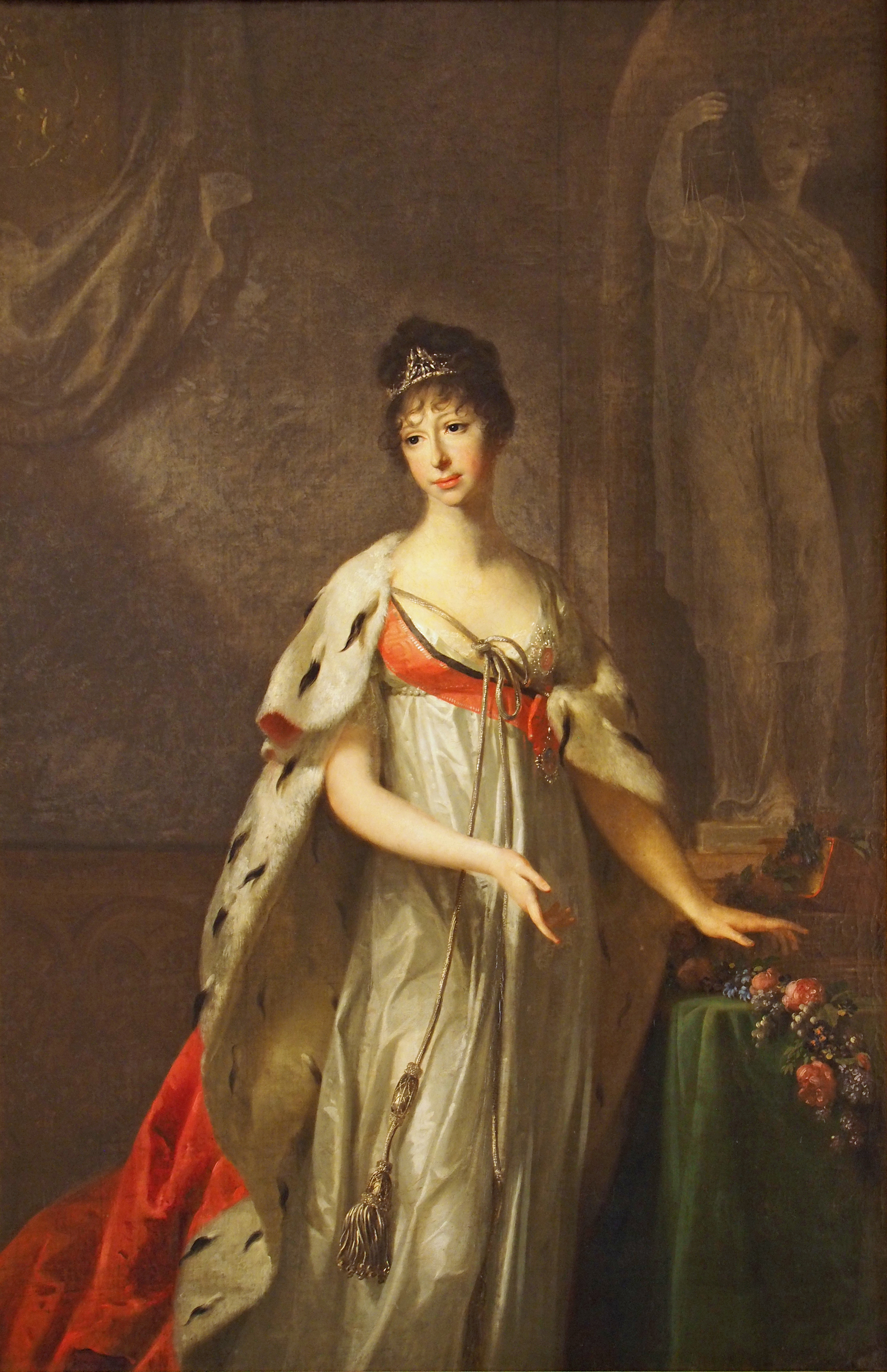
Мария Павловна. Август Тишбейн, 1805

Дважды великая княгиня вынуждена была на долгое время оставить Веймар. Осенью 1806 года в связи с продвижением французской армии она на несколько месяцев переехала в Шлезвиг. В апреле 1813 года вновь спешно покинула Веймар, чтобы не оказаться в руках наполеоновских отрядов, оккупировавших некоторые немецкие города. На этот раз она отправилась в Австрию под защиту русской армии. В 1814—1815 годах вместе со своим свёкром, получившим титул Великого герцога, и братом Александром I Мария Павловна участвовала в Венском конгрессе, на котором собрались главы европейских княжеств и видные государственные деятели.

### Благотворительность
После окончания войны с Наполеоном, после продолжительного времени бедствий, необходимо было восстанавливать нормальную жизнь в Веймаре. Видя перед глазами пример матери, основавшей целую сеть благотворительных учреждений, Мария Павловна тоже стала учреждать подобные ведомства. Стали создаваться ссудные кассы для «вспоможения бедным», появились работные дома для взрослых, различные ремесленные школы. Мария Павловна создала Женское благотворительное общество и написала его устав. Эти комитеты организовывали на пожертвования родильные отделения при больницах для ухода за бедными женщинами, оказывали бесплатную медицинскую помощь на дому, снабжали бедняков лекарствами, организовывали социальные ясли.

### Последние годы

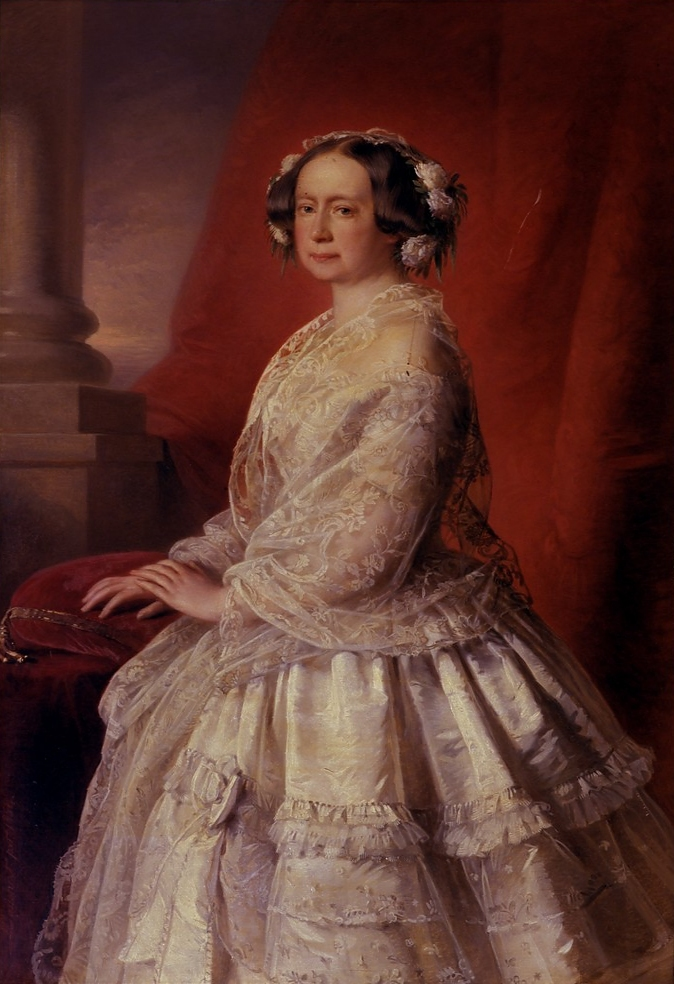
Мария Павловна в пожилом возрасте, 1854 год

Несмотря на заботы в Веймаре, Мария Павловна старалась поддерживать отношения с императорской семьёй и Россией. После ранней смерти старших брата Александра I и сестер Александры и Елены Мария Павловна становилась самой старшей в семье. В Петербурге оставались младшие братья Николай I и Михаил Павлович, но оба они были детьми, когда она уезжала из России, и её не связывали с ними ни общие детские воспоминания, ни игры. Николай писал: «Я чтил её как мать, и ей исповедовал всю истину из глубины моей души». Её авторитет был бесспорен в силу её ума и твердости характера.
8 июля 1853 года в Бельведере скончался супруг Марии Павловны великий герцог Карл Фридрих. Затем его тело перевезли в Веймар, пронесли мимо русской церкви (так завещал герцог, подчеркивая уважение к вере жены). Началось новое царствование — великого герцога Карла Александра и супруги Софии-Вильгельмины.
В 1855 году после смерти Николая I на престол вступил его сын Александр II. Несмотря на почтенный возраст (ей шёл семидесятый год), Мария Павловна отправилась на его коронацию. Это было последнее посещение родины.
11 (23) июня 1859 года Мария Павловна скоропостижно скончалась. Она заболела гриппом, но в легкой форме. В тот же самый день, после завтрака, она ездила в Бельведер, чтобы поздравить с днём рождения своего сына. Поздравив его, она села в свой экипаж и уехала. Не прошло и полутора часов после её отъезда, как прискакал курьер с сообщением, что с ней случился апоплексический удар. Ещё в год смерти мужа Мария Павловна высказала желание быть похороненной рядом с ним в мавзолее, но в русской земле. Земля действительно была привезена из России, и на ней торжественно был установлен саркофаг с телом под звуки колоколов со всех веймарских церквей. Через три года после смерти рядом с мавзолеем была воздвигнута православная церковь Святой Марии Магдалины, украшенная иконостасом, созданным руками мастеров из России.